# Driedaagse De Panne - Koksijde 1985
La Driedaagse De Panne - Koksijde 1985, nona edizione della corsa, si svolse dal 26 al 28 marzo 1985 su un percorso di 539 km ripartiti in tre tappe (la prima suddivisa in 2 semitappe), con partenza da Tielen ed arrivo a La Panne. La vittoria fu appannaggio del belga Jean-Luc Vandenbroucke, il quale completò il percorso in 14h15'00", alla media di 37,825 km/h, precedendo l'irlandese Sean Kelly e l'olandese Adrie van der Poel.

## Tappe
| Tappa  | Data     | Percorso                              | km  | Vincitore di tappa | Leader cl. generale    |
| ------ | -------- | ------------------------------------- | --- | ------------------ | ---------------------- |
| 1ª-1ª  | 26 marzo | Tielen > Herzele                      | 120 | William Tackaert   | William Tackaert       |
| 1ª-2ª  | 26 marzo | Herzele > Herzele (Cron. individuale) | 18  | Eric Vanderaerden  | Eric Vanderaerden      |
| 2ª     | 27 marzo | Herzele > La Panne                    | 211 | Eddy Planckaert    | Jean-Luc Vandenbroucke |
| 3ª     | 28 marzo | La Panne > La Panne                   | 190 | Eric Vanderaerden  | Jean-Luc Vandenbroucke |
| Totale | Totale   | Totale                                | 539 |                    |                        |

## Classifiche finali

### Classifica generale
| Pos. | Corridore          | Squadra    | Tempo     |
| ---- | ------------------ | ---------- | --------- |
| 1    | J.L. Vandenbroucke | La Redoute | 14h15'00" |
| 2    | Sean Kelly         | Skil-Sem   | a 1"      |
| 3    | Adrie van der Poel | Kwantum H. | a 5"      |
| 4    | Jelle Nijdam       | Kwantum H. | a 21"     |
| 5    | Eddy Planckaert    | Panasonic  | a 26"     |